# Everything but the Girl
Everything but the Girl (ofte forkortet til EBTG) er en britisk duo dannet i 1982 i Hull. Gruppen består af forsanger og guitarist Tracey Thorn (født 26. september 1962) og guitarist og keyboardspiller Ben Watt (født 6. december 1962). 
Everything but the Girls debutsingle var en cover version af Cole Porters "Night and Day". Singlen udkom i 1982. Debutalbummet Eden udkom i Storbritannien i 1984. Gruppens største succes er single "Missing" der opnåede høje placeringer på hitlisterne i adskillige lande, og toppede på andenpladsen af U.S. Billboard Hot 100 i 1995 og tilbragte over 7 måneder på UK Singles Chart takket været et ekstremt populært remix af Todd Terry der senere ledte til, at nummeret blev nomineret til en Brit Award for Best British Single.
Watt og Thorn er også et par, selvom de har været private om deres forhold og privatliv. Deres forhold begyndte mens de gik på universitetet, og det var ikke offentlig kendt, at de havde et romantisk forhold. De blev gift i 2009.

## Diskografi
- Eden (1984)
- Everything but the Girl (1984, US only)
- Love Not Money (1985)
- Baby, the Stars Shine Bright (1986)
- Idlewild (1988)
- The Language of Life (1990)
- Worldwide (1991)
- Acoustic (1992)
- Amplified Heart (1994)
- Walking Wounded (1996)
- Temperamental (1999)
- Fuse (2023)